# Подладанник красный
Подладанник красный (лат. Cytinus ruber) — вид паразитических растений рода Подладанник (лат. Cytinus).

## Ботаническое описание
Паразитует на корнях ладанника (лат. Cistus). Сочные красноватые стебли достигают до 12 см в высоту. Красные или тёмно-пурпурные листья редуцированы до чешуй. Цветки собраны в группы по 5-10 штук на концах побегов. Нижние цветки — женские, верхние — мужские. Венчик трубчатый или колокольчиковидный, разделён на 4 доли, бело-жёлтого или бело-розового цвета. Цветёт в мае-июне, изредка - в первой декаде июля. 

## Систематическое положение
Иногда вид рассматривается в качестве подвида Cytinus hypocistus ssp. clusii вида подладанник жёлтый (лат. Cytinus hypocistus).

## Фотогалерея

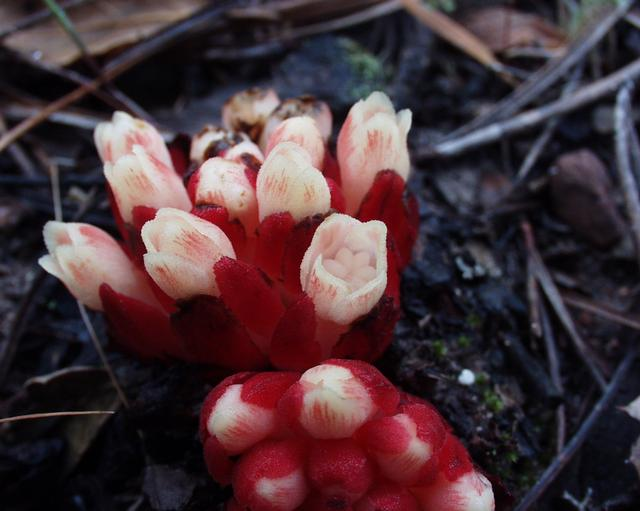
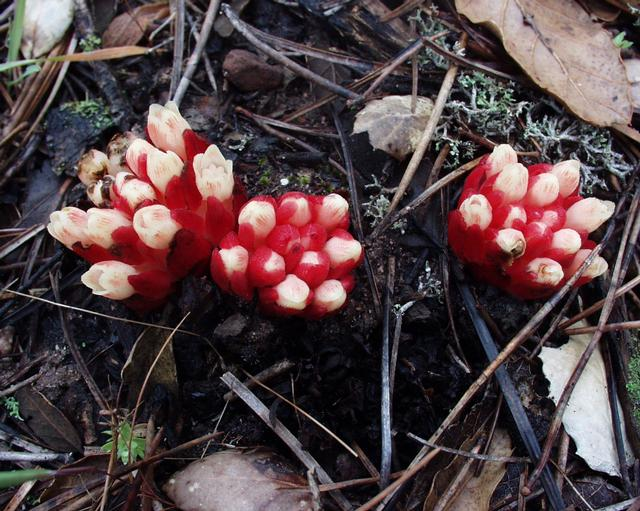
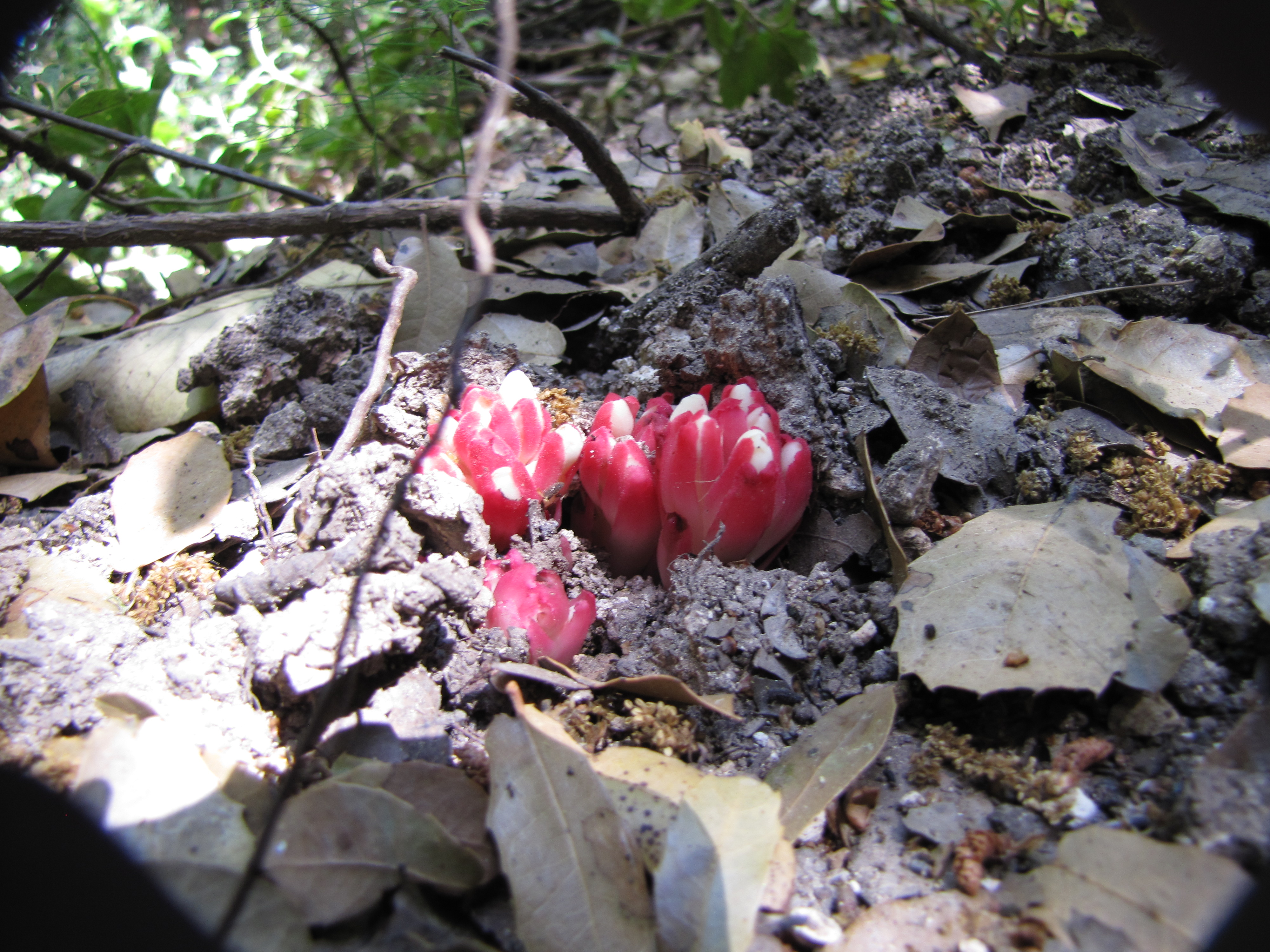